# Algarrobo (Aibonito)
Algarrobo es un barrio ubicado en el municipio de Aibonito en el estado libre asociado de Puerto Rico. En el Censo de 2010 tenía una población de 383 habitantes y una densidad poblacional de 41,55 personas por km².

## Geografía
Algarrobo se encuentra ubicado en las coordenadas 18°6′10″N 66°16′9″O / 18.10278, -66.26917. Según la Oficina del Censo de los Estados Unidos, Algarrobo tiene una superficie total de 9.22 km², de la cual 9.22 km² corresponden a tierra firme y (0.03%) 0 km² es agua.

## Demografía
Según el censo de 2010, había 383 personas residiendo en Algarrobo. La densidad de población era de 41,55 hab./km². De los 383 habitantes, Algarrobo estaba compuesto por el 79.63% blancos, el 10.7% eran afroamericanos, el 9.14% eran de otras razas y el 0.52% pertenecían a dos o más razas. Del total de la población el 98.69% eran hispanos o latinos de cualquier raza.